# Суцянь
Суцянь (кит. трад. 宿천, спр. 宿迁, піньїнь Sùqiān) — місто рівня префектури в північній частині провінції Цзянсу, Китай.

## Географія
Місто у середньому розташовується на висоті близько 30 метрів над рівнем моря, межує із Сюйчжоу на північному заході, Ляньюньганом на північному сході, Хуайанем на півдні та провінцією Аньхой на заході.
У Суцяні розташована більша частина озера Лома (басейн Хуайхе).

### Клімат
Суцянь знаходиться у зоні, котра характеризується вологим субтропічним кліматом. Найтепліший місяць — липень із середньою температурою 27,3 °C. Найхолодніший місяць — січень, із середньою температурою 1,1 °С.
| Клімат Суцяня (район Суюй)                         | Клімат Суцяня (район Суюй) | Клімат Суцяня (район Суюй) | Клімат Суцяня (район Суюй) | Клімат Суцяня (район Суюй) | Клімат Суцяня (район Суюй) | Клімат Суцяня (район Суюй) | Клімат Суцяня (район Суюй) | Клімат Суцяня (район Суюй) | Клімат Суцяня (район Суюй) | Клімат Суцяня (район Суюй) | Клімат Суцяня (район Суюй) | Клімат Суцяня (район Суюй) | Клімат Суцяня (район Суюй) |
| Показник                                           | Січ.                       | Лют.                       | Бер.                       | Квіт.                      | Трав.                      | Черв.                      | Лип.                       | Серп.                      | Вер.                       | Жовт.                      | Лист.                      | Груд.                      | Рік                        |
| Середній максимум, °C                              | 5,4                        | 8,6                        | 14,1                       | 20,6                       | 25,7                       | 29,5                       | 31,1                       | 30,4                       | 26,7                       | 21,6                       | 14,5                       | 7,7                        | 19,7                       |
| Середня температура, °C                            | 1,1                        | 3,9                        | 9                          | 15,3                       | 20,6                       | 24,8                       | 27,3                       | 26,5                       | 22,2                       | 16,5                       | 9,6                        | 3,2                        | 15                         |
| Середній мінімум, °C                               | −2,4                       | 0,1                        | 4,6                        | 10,3                       | 15,8                       | 20,6                       | 24,1                       | 23,4                       | 18,5                       | 12,2                       | 5,6                        | −0,4                       | 11                         |
| Норма опадів, мм                                   | 22.7                       | 26.5                       | 41.9                       | 46.9                       | 76.4                       | 127.9                      | 211.1                      | 180.1                      | 91.3                       | 41.8                       | 35.2                       | 20.2                       | 922                        |
| Вологість повітря, %                               | 68                         | 66                         | 64                         | 65                         | 69                         | 72                         | 82                         | 83                         | 79                         | 72                         | 71                         | 68                         | 72                         |
| -------------------------------------------------- | -------------------------- | -------------------------- | -------------------------- | -------------------------- | -------------------------- | -------------------------- | -------------------------- | -------------------------- | -------------------------- | -------------------------- | -------------------------- | -------------------------- | -------------------------- |
| Джерело: Дані метеостанції №58131 (КНР, 1991-2020) |                            |                            |                            |                            |                            |                            |                            |                            |                            |                            |                            |                            |                            |

## Адміністративний поділ
Міський округ поділяється на 2 райони і 3 повіти:
| Карта                      | Карта | Карта    | Карта            |
| -------------------------- | ----- | -------- | ---------------- |
| Шуян Суюй Сучен Сиян Сихун |       |          |                  |
| Статус                     | Назва | Оригінал | Населення (2020) |
| Район                      | Сучен | 宿城区   | 1 034 392        |
| Район                      | Суюй  | 宿豫区   | 588 520          |
| Повіт                      | Сихун | 泗洪县   | 858 740          |
| Повіт                      | Сиян  | 泗阳县   | 829 562          |
| Повіт                      | Шуян  | 沭阳县   | 1 674 978        |

## Історичні відомості
Кажуть, що Суцянь був місцем військового зерносховища, збудованого за часів імператора Юаня династії Цзінь, а колишній повіт Ся, де знаходився склад, був перейменований в Суюй в 405 році.
Потім повіт був приєднаний до Сюйчжоу і перейменований на Суцянь в 762 році, оскільки омофон «юй (豫)» як ім'я імператора Дайцзуна династії Тан вважався немилозвучним.
Повіт було передано під юрисдикцію військової префектури Хуайянь за часів династії Сун, потім було передано до Пічжоу після захоплення чжурчженями Цзінь. У 1272-75 роках повіт перебував під керівництвом військової префектури Хуайань, але згодом було відновлено у складі Пічжоу. У 1733 він був знову приєднаний до Сюйчжоу.
У 1934-му Суцянь перейшов під юрисдикцію Хуайїня. У 1987 року повіт було перетворено на місто повітового рівня, а 1996 року отримав статус префектури.

## Демографія
За даними перепису 2010 року, населення Суцяня становило близько 4,72 мільйона осіб, з яких 1 437 685 проживало у районі, що складається з міських округів Сучен та Суюй.

## Економіка
Місцева компанія Yanghe, поруч із Moutai і Wuliangye, є трьома найбільшими виробниками байцзю. Крім того, кілька вітчизняних компаній за JD.com розмістили свої колл-центри в Суцяні.